# Zbigniew Galek
Zbigniew Galek (ur. 29 marca 1947 w Malechowie, zm. 28 lutego 2008) – polski polityk, samorządowiec, rolnik, poseł na Sejm I i II kadencji.

## Życiorys
Ukończył w 1966 Państwowe Technikum Mechanizacji Rolnictwa w Świdwinie. Prowadził wielkoobszarowe gospodarstwo rolne.
W latach 1991–1997 był posłem I i II kadencji z listy Polskiego Stronnictwa Ludowego z okręgu koszalińsko-słupskiego i słupskiego. Przez wiele lat pełnił funkcję wójta gminy Postomino. W 2006 został wybrany już w pierwszej turze, uzyskując 81,77% głosów. Należał do PSL i Partii Ludowo-Demokratycznej, później był bezpartyjny.
W przedterminowych wyborach parlamentarnych w 2007 bez powodzenia kandydował z listy koalicji Lewica i Demokraci.
W 2005 otrzymał Złoty Krzyż Zasługi.
Zmarł na chorobę nowotworową 28 lutego 2008, został pochowany na cmentarzu komunalnym w Sławnie.